# Gallifa-Cingles de Bertí
Gallifa-Cingles de Bertí este o arie protejată (arie specială de conservare — SAC, sit de importanță comunitară — SCI, arie de protecție specială avifaunistică — SPA) din Spania întinsă pe o suprafață de 7.187,39 ha, integral pe uscat.

## Localizare
Centrul sitului Gallifa-Cingles de Bertí este situat la coordonatele 41°42′56″N 2°13′00″E / 41.7155°N 2.2167°E.

## Înființare
Situl Gallifa-Cingles de Bertí a fost declarat sit de importanță comunitară în decembrie 1997 pentru a proteja 51 de specii de animale. Alte tipuri de protecție:
- arie de protecție specială avifaunistică (în martie 2005)[2]
- arie specială de conservare (în noiembrie 2014)[1][3][4]

## Biodiversitate
Situată în ecoregiunea mediteraneană, aria protejată conține 15 habitate naturale: Râuri mediteraneene cu debit permanent cu specii de Paspalo-Agrostidion și galerii riverane de Salix și de Populus alba, Păduri de pin mediteraneene cu pini mezogeni endemici, Pajiști umede mediteraneene cu ierburi înalte de Molinio-Holoschoenion, Păduri de Castanea sativa, Pante stâncoase calcaroase cu vegetație casmofită, Pajiști uscate seminaturale și facies de acoperire cu tufișuri pe substraturi calcaroase (Festuco-Brometalia) (* situri importante pentru orhidee), Păduri de Quercus ilex și Quercus rotundifolia, Păduri de pin (sub-) mediteraneene cu pini negri endemici, Păduri aluvionare cu Alnus glutinosa și Fraxinus excelsior (Alno-Padion, Alnion incanae, Salicion albae), Păduri de fag Asperulo-Fagetum, Galerii de Salix alba și de Populus alba, Pseudostepă cu ierburi și specii anuale de Thero-Brachypodietea, Liziere de ierburi înalte hidrofile de câmpie și de nivel montan până la alpin, Păduri de fag din Europa Centrală dezvoltate pe sol calcaros cu Cephalanthero-Fagion, Păduri de stejar sau de stejar și carpen sub-atlantice și medio-europene de Carpinion betuli.
La baza desemnării sitului se află mai multe specii protejate:
- păsări (31): uliu porumbar (Accipiter gentilis gentilis), rață mare (Anas platyrhynchos), fâsă-de-câmp (Anthus campestris), Aquila fasciata, buha (Bubo bubo), șorecarul comun (Buteo buteo), caprimulg (Caprimulgus europaeus), Certhia brachydactyla, șerpar (Circaetus gallicus), porumbel gulerat (Columba palumbus), șoim călător (Falco peregrinus), vânturel roșu (Falco tinnunculus), cinteză (Fringilla coelebs), ciocârlan (Galerida cristata), găinușă de baltă (Gallinula chloropus), capîntortură (Jynx torquilla), sfrâncioc roșiatic (Lanius collurio), Lanius meridionalis, pescăruș râzător (Larus ridibundus), ciocârlie de pădure (Lullula arborea), prigoare (Merops apiaster), muscar sur (Muscicapa striata), ciuf-pitic (Otus scops), pițigoi de brădet (Periparus ater), viespar (Pernis apivorus), mărăcinar negru (Saxicola torquatus), turturică (Streptopelia turtur), silvie roșcată (Sylvia cantillans), silvie de tufiș (Sylvia undata), pănțărușul (Troglodytes troglodytes), pupăză (Upupa epops)
- mamifere (10): lupul (Canis lupus), vidră de râu (Lutra lutra), liliac cu aripi lungi (Miniopterus schreibersii), liliac cu urechi de șoarece (Myotis blythii), liliac cu picioare lungi (Myotis capaccinii), liliac cărămiziu (Myotis emarginatus), liliac comun (Myotis myotis), liliacul mediteranean cu potcoavă (Rhinolophus euryale), liliacul mare cu potcoavă (Rhinolophus ferrumequinum), liliacul mic cu potcoavă (Rhinolophus hipposideros)
- nevertebrate (8): Austropotamobius pallipes, croitorul mare al stejarului (Cerambyx cerdo), Coenagrion mercuriale, fluturele auriu (Euphydryas aurinia), Euplagia quadripunctaria, Graellsia isabellae, rădașcă (Lucanus cervus), Oxygastra curtisii
- pești (1): Barbus meridionalis
- reptile (1): Mauremys leprosa

Pe lângă speciile protejate, pe teritoriul sitului au mai fost identificate 6 specii de amfibieni, 10 specii de mamifere, 1 specie de pești, 2 specii de reptile.